# Il cappello a tre punte (romanzo)
Il cappello a tre punte (titolo originale: El sombrero de tres picos) è un romanzo dello scrittore realista spagnolo Pedro Antonio de Alarcón, pubblicato per la prima volta nel 1874.

## Trama
Il racconto è incentrato sulle vicende di Frasquita e Lucas, una coppia di mugnai. Il loro amore è a prova di ogni tentazione, nonostante la tradizione letteraria sia solita considerare le mugnaie come donne "facili". Forse per questo si innamora di lei il Corregidor (autorità amministrativa della zona) che, vedendosi rifiutato, decide su consiglio del servo Garduña di tendere loro una trappola. Lucas viene così fatto allontanare dalla sua bella con un pretesto ma, intuito l'inganno, torna subito sui suoi passi. Tornato a casa trova gli abiti del Corregidor su una sedia d'innanzi al camino e il Corregidor in persona nel suo letto. Immaginandosi il peggio, la sua vendetta non si fa attendere: Lucas andrà dalla moglie del Corregidor, la Corregidora, quella notte stessa e vestito con gli abiti di lui.
Solo a questo punto la voce narrante, per mezzo di un flashback, ci rivela la realtà dei fatti: il Corregidor, nel tentativo di raggiungere Frasquita, era caduto in un canale per via del buio pesto della notte, ed era stato così ospitato a casa dei due mentre lei partiva in cerca del marito.
Il finale vede un gioco di equivoci: il Corregidor, adultero, è deriso da tutti a vantaggio del mugnaio, e si nota come la semplice perdita dei suoi abiti lo abbia privato di tutta la sua autorità. Il Corregidor non è però un personaggio totalmente negativo: la sua figura viene rivalutata dal narratore nelle ultime pagine, che racconta come il suo attaccamento alla patria (la stessa qualità di cui abusava per attirare la mugnaia) gli costerà la vita quando non si piegherà all'invasore francese.

## Osservazioni
La principale dicotomia che il romanzo mette in luce è quella tra essenza e apparenza, in alcuni punti fondamentali:
- Il Corregidor ha potere soltanto finché ha indosso i suoi abiti, ma non appena si priva del suo cappello a tre punte viene totalmente delegittimato. Per di più, quando Lucas indossa i suoi vestiti, subito viene scambiato da tutti per il vero Corregidor
- Sia il Corregidor che Lucas sembrano aver commesso il misfatto dell'adulterio, ma i fatti provano il contrario
- Le mugnaie venivano considerate, per tradizione popolare, donne adultere. Frasquita è però totalmente antitetica a questa definizione, essendo più che mai fedele a Lucas

È inoltre evidente come il teatro permei l'opera sotto molti punti di vista: vi sono continui "cambi di scena" (realizzati come cambi di capitolo) ogni volta che vi sono variazioni negli spazi o che si introduce un nuovo personaggio. Vi è poi un forte gioco di equivoci e la presenza di un coro popolare che commenta le azioni di personaggi, anche anticipandole.

## Trasposizioni
Il romanzo ha ispirato:
- Il cappello a tre punte (o Le Tricorne) (1919), balletto del coreografo russo Léonid Mjasin, sulla musica del compositore spagnolo Manuel de Falla
- Il cappello a tre punte (1934), film diretto da Mario Camerini
- La bella mugnaia, film del 1955 diretto da Mario Camerini